# Логинова, Анастасия Владимировна
Анастасия Владимировна Логинова (Плисова) (род. 13 июля 1990, (Москва, РСФСР, СССР) — российская баскетболистка, выступает в амплуа форварда. Неоднократная призёрка многих международных соревнований в составе молодёжных сборных России по баскетболу. Мастер спорта России международного класса.

## Биография
Логинова Анастасия — родилась в спортивной семье, мама играла в «Глории», папа — в дублирующем составе московского «Динамо». Баскетбольную карьеру она начинала в спортшколе «Глории», но из-за конфликта с тренером ушла в другую спортшколу — «Тринту», где выиграла «серебро» (2006/07) в детско-юношеской баскетбольной лиге (ДЮБЛ). По окончании школы Анастасия вернулась в родные пенаты, выступать
за «Глорию» в Дивизионе «Б» Суперлиги. После двух сезонов в «Глории» Логинова подписывает контракт с командой «Суперлиги А» московским «Спартаком» и уже 26 октября 2009 года дебютирует в элитном дивизионе, набрав в матче с «Вологдой-Чевакатой» 2 очка. К тому времени Анастасия привлекалась за сборную России разных возрастов.
В 2007 году она становится «бронзовой» призёркой чемпионата Европы среди юниорок, проводя в среднем за матч 14 минут на площадке. На следующий год Анастасия — с серебряной медалью юниорского первенства Европы, особенно удачным у неё был матч со сборной Чехией в полуфинале, где баскетболистка набрала 11 очков и сделала 9 подборов. По окончании турнира у неё был самый лучший показатель в команде по блок-шотам в среднем за игру — 1,0.
В 2010 году баскетболистка выиграла молодёжный чемпионат Европы, в той команде она была основным игроком, постоянно выходя в стартовой пятёрке, Анастасия провела в среднем 20,9 минут на площадке.
В 2011 году, как студент МСХА им. К. А. Тимирязева, Логинова выступала за студенческую сборную России на Универсиаде в Китае.
После того как «Спартак» прекратил своё существование, как профессиональный баскетбольный клуб, Анастасия перешла в другой «Спартак» только из Санкт-Петербурга, но и здесь её ждало разочарование — зарплату не платили девять месяцев, но несмотря на это, она сыграла все 24 игры в чемпионате России, причём наибольшее количество очков зарабатывала в матчах против команд из лидирующей группы — «Спарты энд К», «УГМК» и курского «Динамо».
В мае 2012 года Анастасия получает вызов в резервную команду сборной России на игры со сборной Белоруссии. Отыграв две игры, Логинова показала следующие результаты: 6 очков, 4 подбора, 1 передача, 1 перехват в первой игре и 2 очка, 5 подборов, 1 передача — во второй.
В сезоне 2012/13 «Спартак» отказывается от участия в элите — «Премьер-лиге», Анастасия расторгает контракт с питерцами и переезжает в Новосибирск. Отыграв один сезон в Новосибирске Логинова возвращается домой играть за московское «Динамо». Сезон 2015/2016 начинает в составе новичка сезона московское «МБА».

### Статистика выступлений за клубы (средний показатель)
| Клуб                                    | Сезон   | Чемп. | Чемп.    | Чемп.   | Чемп.   | Кубок России* | Кубок России* | Кубок России* | Кубок России* | Еврокубки | Еврокубки | Еврокубки | Еврокубки |
| Клуб                                    | Сезон   | Игр   | Очк      | Подб    | Перед   | Игр           | Очк           | Подб          | Перед         | Игр       | Очк       | Подб      | Перед     |
| --------------------------------------- | ------- | ----- | -------- | ------- | ------- | ------------- | ------------- | ------------- | ------------- | --------- | --------- | --------- | --------- |
| «Глория» (Москва)                       | 2007-08 | 18    | 4,9      | 3,2     | 1,3     | -             | -             | -             | -             |           |           |           |           |
| «Глория» (Москва)                       | 2008-09 | 33    | 5,9      | 3,4     | 1,1     | 12            | 8,0           | 5,2           | 1,9           |           |           |           |           |
| «Спартак-ШВСМ» (Москва) «Спартак-2»     | 2009-10 | 14 6  | 3,2 9,7  | 2,1 7,8 | 0,6 1,5 |               |               |               |               |           |           |           |           |
| «Спартак-ШВСМ» (Москва) «Спартак-2»     | 2010-11 | 17 11 | 8,5 10,7 | 5,5 7,8 | 0,9 2,3 | 5             | 7,8           | 5,0           | 0,6           |           |           |           |           |
| «Спартак» (Санкт-Петербург) «Спартак-2» | 2011-12 | 24 10 | 5,0 13,2 | 3,5 9,9 | 1,1 2,0 | 3             | 7,7           | 4,0           | 1,3           |           |           |           |           |
| «Динамо-ГУВД» (Новосибирск)             | 2012-13 | 17    | 7,5      | 3,7     | 0,9     | 3             | 5,7           | 3,7           | 1,0           | 8         | 3,0       | 3,1       | 0,6       |

* — пунктиром выделена статистика выступлений в Кубке В.Кузина (отборочный турнир к Кубку России)

### Статистика выступлений за сборную России (средний показатель)
| Сборная        | Сезон | Место | Чемпионат | Чемпионат | Чемпионат | Чемпионат |
| Сборная        | Сезон | Место | Игр       | Очк       | Подб      | Перед     |
| -------------- | ----- | ----- | --------- | --------- | --------- | --------- |
| ЧЕ (до 16 лет) | 2006  | 9     | 8         | 8,4       | 7,5       | 1,6       |
| ЧЕ (до 18 лет) | 2007  | 3     | 8         | 1,9       | 3,5       | 1,1       |
| ЧЕ (до 18 лет) | 2008  | 2     | 8         | 4,3       | 4,1       | 0,8       |
| ЧМ (до 19 лет) | 2009  | 6     | 9         | 4,6       | 3,8       | 0,9       |
| ЧЕ (до 20 лет) | 2010  | 1     | 9         | 4,7       | 4,4       | 0,7       |
| Универсиада    | 2011  | 5     | 5         | 3,6       | 3,0       | 0,4       |

## Достижения
- Чемпион Европы среди молодёжных команд: 2010
- Серебряный призёр чемпионата Европы среди юниорок: 2008
- Бронзовый призёр чемпионата Европы среди юниорок: 2007
- Обладатель Кубка Европы: 2014